# Белойт (Вісконсин)
Белойт (англ. Beloit) — місто (англ. city) в США, в окрузі Рок штату Вісконсин. Населення — 36 657 осіб (2020).

## Географія
Белойт розташований за координатами 42°31′25″ пн. ш. 89°1′4″ зх. д. / 42.52361° пн. ш. 89.01778° зх. д. (42.523506, -89.017660).  За даними Бюро перепису населення США в 2010 році місто мало площу 45,84 км², з яких 44,99 км² — суходіл та 0,84 км² — водойми.

## Демографія
Згідно з переписом 2010 року, у місті мешкало 36 966 осіб у 13 781 домогосподарстві у складі 8867 родин. Густота населення становила 806 осіб/км².  Було 15177 помешкань (331/км²).
Расовий склад населення:
| - 68,9 % — білих - 15,1 % — чорних або афроамериканців - 1,1 % — азіатів - 0,4 % — корінних американців - 10,0 % — осіб інших рас |

До двох чи більше рас належало 4,4 %. Частка іспаномовних становила 17,1 % від усіх жителів.
За віковим діапазоном населення розподілялося таким чином: 27,1 % — особи молодші 18 років, 60,9 % — особи у віці 18—64 років, 12,0 % — особи у віці 65 років та старші. Медіана віку мешканця становила 33,1 року. На 100 осіб жіночої статі у місті припадало 91,9 чоловіків;  на 100 жінок у віці від 18 років та старших — 88,2 чоловіків також старших 18 років.
Середній дохід на одне домашнє господарство  становив 48 777 доларів США (медіана — 37 500), а середній дохід на одну сім'ю — 55 248 доларів (медіана — 43 068). Медіана доходів становила 37 696 доларів для чоловіків та 31 290 доларів для жінок. За межею бідності перебувало 25,6 % осіб, у тому числі 40,8 % дітей у віці до 18 років та 7,8 % осіб у віці 65 років та старших.
Цивільне працевлаштоване населення становило 15 245 осіб. Основні галузі зайнятості: виробництво — 28,1 %, освіта, охорона здоров'я та соціальна допомога — 23,7 %, роздрібна торгівля — 10,4 %, мистецтво, розваги та відпочинок — 8,4 %.